# ذرنوحة
الذرنوحة (الاسم العلمي Lytta)، جنس حشرات من الخنافس وفصيلة الخنافس المحرقة. تضم 73 نوع.